# Ishq

Ishq (ourdou: عشق, hindi: इशक़, français: Amour) est un film indien réalisé par Indra Kumar en 1997 ; il s'agit d'une comédie de Bollywood avec Aamir Khan, Ajay Devgan, Kajol et Juhi Chawla.

## Synopsis
Ishq est l'histoire de quatre bons amis : d'une part, Ajay (Ajay Devgan) et Madhu (Juhi Chawla), fils et fille des riches hommes d'affaires Ranjit Rai (Sadashiv Amrapurkar) et Harbans Lal (Dalip Tahil) et d'autre part Raja (Aamir Khan), simple mécanicien, et Kajal (Kajol), tous deux issus de familles modestes. Les pères de Madhu et Ajay souhaitent que leurs enfants se marient afin d'unir leurs fortunes et vont user de toute leur ruse pour parvenir à leurs fins. Mais Ajay tombe amoureux de Kajal et Madhu de Raja. Lorsque les quatre amis annoncent à leurs parents leur intention de se marier, ces derniers ne comptent pas les laisser faire et ils vont leur tendre un terrible piège pour briser la confiance et l'amitié entre Ajay, Kajal, Raja et Madhu.

## Fiche technique
- Titre : Ishq
- Réalisateur : Indra Kumar
- Producteur : Gordhan Tanwani
- Scénariste : Rajeev Kaul, Praful Parekh
- Musique : Anu Malik
- Distributeur : Baba Films, Eros Entertainment
- Date de sortie : 28 novembre 1997
- Durée : 162 minutes
- Pays : Inde
- Langue : Hindi

## Distribution
- Aamir Khan : Raja
- Ajay Devgan : Ajay Rai
- Juhi Chawla : Madhu
- Kajol : Kajal
- Sadashiv Amrapurkar : Ranjit Rai
- Dalip Tahil : Harbans Lal
- Johnny Lever : le beau-frère de Ranjit
- Deven Verma : Behram
- Tiku Talsania : le directeur de banque Gaitonde
- Deepak Shirke : Damliya
- Anant Mahadevan : Brijesh Rai

## Musique
| Titres                  | Chanteurs                                                              |
| ----------------------- | ---------------------------------------------------------------------- |
| "Neend Churai Meri"     | Kumar Sanu, Udit Narayan, Alka Yagnik, Kavita Krishnamurthy            |
| "Hum Ko Tumse Pyar Hai" | Abhijeet & Anu Malik                                                   |
| Dekho Dekho Janam       | Udit Narayan, Vibha Sharma,                                            |
| Ishq Huwa... Kaise Huwa | Udit Narayan, Alka Yagnik                                              |
| Ankhiyaan Tu Mila Le    | Abhijeet, Udit Narayan, Sudesh Bhosle, Kavita Krishnamurthy & Poornima |
| Jab Nind Na Aaye        |                                                                        |